# Cumbres de Enmedio
Cumbres de Enmedio – gmina w Hiszpanii, w prowincji Huelva, w Andaluzji, o powierzchni 17,55 km². W 2011 roku gmina liczyła 65 mieszkańców.